# Malhação 2016
A vigésima quarta temporada da série de televisão brasileira Malhação, intitulada Malhação: Pro Dia Nascer Feliz, e popularmente chamada de Malhação 2016, foi produzida pela TV Globo e exibida de 22 de agosto de 2016 a 4 de maio de 2017, em 177 capítulos.
Escrita por Emanuel Jacobina, com a colaboração de Cristiane Dantas, Rodrigo Salomão, Juliana Peres, Dino Cantelli, Zé Dassilva, Anna Lee e Bruna Paixão, contou com a direção de Mariana Richard e Marco Rodrigo. A direção geral foi de Adriano Melo, com direção artística de Leonardo Nogueira.
Contou as atuações de Aline Dias, Ricardo Vianna, Felipe Roque, Barbara França, Juliano Laham, Amanda de Godoi, Malu Falangola e Caio Manhente.

## Produção
Escrita por Emanuel Jacobina, mesmo autor da temporada anterior, a trama mantém personagens presentes em Seu Lugar no Mundo, interpretados pelos atores Amanda de Godoi, Laryssa Ayres, Cynthia Senek, Nego do Borel e Gabriel Kaufmann, e além deles, a TV Globo tentou manter Lucas Lucco, mas o cantor não conseguiu permanecer. Essa temporada foi a primeira da história da série a ter uma protagonista negra. A obra teve gravações no Ceará, entre 21 e 30 de junho de 2016. Os atores Amanda de Godoi, Laryssa Ayres, Juliano Laham e Sérgio Malheiros gravaram cenas durante duas semanas no Universal Orlando Resort, com a participação da atriz e apresentadora Fernanda Pontes.
Inicialmente a novela terminaria em 21 de abril de 2017; porém, por ser feriado de Tiradentes, teve seu término postergado para o dia 3 de maio de 2017.

## Enredo
Joana (Aline Dias), moça otimista e batalhadora, não se deixa abalar diante dos obstáculos da vida. É nas paradisíacas terras cearenses que ela conhece Gabriel (Felipe Roque). Competitivo e viciado em endorfina, ele sempre tenta ver as situações pelo lado positivo, mas às vezes o orgulho não o deixa enxergar muito além dos próprios desejos. O encontro de Joana e Gabriel será uma conturbada obra do destino que, mais adiante, tratará de aproximá-los novamente, desta vez em um novo cenário: a cidade do Rio de Janeiro. Órfã de mãe e disposta a não se submeter mais aos mandos e desmandos do padrasto, Joana decide sair de casa e parte rumo ao Rio de Janeiro, com a esperança de encontrar novas oportunidades.
Na academia "Forma", Joana e Gabriel acabarão convivendo e protagonizando muitos conflitos. A academia foi criada por Ricardo (Marcos Pasquim), ex-jogador de vôlei de praia, que investe nos irmãos Gabriel e Giovane (Ricardo Vianna), desejando que os meninos sejam referência do empreendimento. Para isso, resolve delegar os treinos deles a quem considera especialista no assunto, Caio (Thiago Fragoso). Mas a convivência não será tão fácil. Ricardo e Caio também já haviam sido jogadores de voleibol de praia, formando uma dupla de sucesso. Na época, Caio apresentou a irmã ao parceiro, que se casou com ela, e tiveram três filhas: Bárbara (Barbara França), Juliana (Giulia Gayoso) e Manuela (Milena Melo). Bárbara namora Gabriel e sonha em construir uma família ao lado dele, mas o rapaz faz de tudo para evitar um compromisso mais sério porque percebe que não é por ela que sente o amor genuíno.
A convivência familiar era harmônica até o dia em que a esposa de Ricardo sofreu um acidente de moto e morreu. Caio culpa o cunhado pelo acidente da irmã e a relação entre eles é conturbada desde então. Todas essas divergências familiares ficam de lado, a princípio, e Ricardo convida Caio para treinar Gabriel e Giovane. A primeira exigência de Caio é que Jorjão (Oscar Magrini), o antigo treinador dos irmãos, seja afastado para assumir uma dupla função, a de treinador e preparador físico deles.
No fundo, Caio sente uma ponta de inveja de Ricardo. Queria ter a família e a admiração que o ex-cunhado conquistou. O embate entre os dois que envolve questões familiares e profissionais, ficará ainda mais complexo com a chegada de Tânia (Deborah Secco), que atrairá o interesse dos dois. Joana, assim que chega ao Rio de Janeiro, vai procurar Tânia, melhor amiga de sua mãe. Porém, o conflito maior de Joana será na academia, com a intransigente e preconceituosa Bárbara.

## Elenco
| Intérprete         | Personagem                            |
| ------------------ | ------------------------------------- |
| Aline Dias         | Joana Miranda Gomes Carvalho Soares   |
| Barbara França     | Bárbara Monteiro Carvalho Soares      |
| Ricardo Vianna     | Giovane Soares                        |
| Felipe Roque       | Gabriel Soares                        |
| Bruno Guedes       | Lucas Almeida                         |
| Juliano Laham      | Rômulo Guerreiro Machado              |
| Amanda de Godoi    | Fernanda Tetel (Nanda)                |
| Malu Falangola     | Sula Maria Conceição Tavares          |
| Caio Manhente      | Fábio Souza                           |
| Milena Melo        | Manuela Monteiro Carvalho             |
| Cynthia Senek      | Maria Cristina Manosso (Krica)        |
| Bárbara Maia       | Luíza Souza                           |
| Giulia Gayoso      | Juliana Monteiro Carvalho             |
| Marcos Pasquim     | Ricardo Carvalho Gama                 |
| Deborah Secco      | Tânia Souza                           |
| Thiago Fragoso     | Caio Monteiro                         |
| Fábio Scalon       | João Victor Dias (Jabá)               |
| Gabriel Kaufmann   | Artur Campelo                         |
| Duda Nagle         | Vanderson da Silva (Vanderson Espada) |
| Oscar Magrini      | Mário Jorge de Oliveira (Jorjão)      |
| Louise Cardoso     | Irene Soares de Oliveira              |
| Joana Fomm         | Maria Cleonice Soares (Cléo)          |
| Nego do Borel      | Cleyton da Silva                      |
| Valentina Bulc     | Isabela Rochedo (Belinha)             |
| Laryssa Ayres      | Jéssica Ramos                         |
| Sérgio Malheiros   | Roberto Belloto (Belloto)             |
| Carlos Bonow       | Marcio Correa                         |
| Malu Pizzatto      | Marta Ramos (Martinha)                |
| Nathalia Serra     | Clara                                 |
| Matheus Dias       | Junior                                |
| Gabriel Montenegro | Diógenes (Dodô)                       |
| Paula Possani      | Tita                                  |

### Participações especiais
| Intérprete         | Personagem                     |
| ------------------ | ------------------------------ |
| Jayme Matarazzo    | Renato Gonçalves               |
| Rômulo Neto        | Rômulo (Primo de Rômulo)       |
| Bruno Gissoni      | João Antônio Miranda (Toninho) |
| Bárbara Paz        | Stella                         |
| Jackson Antunes    | Agenor Miranda                 |
| Stênio Garcia      | Seu Raimundo                   |
| Lucci Ferreira     | Francisco Garcêz Lopez         |
| Ilva Niño          | Damiana Miranda (Vó Damiana)   |
| Raquel Fabbri      | Mônica                         |
| Zezeh Barbosa      | Consuelo Tavares               |
| Fernanda Pontes    | Alicia                         |
| Alexandre Barros   | Mauro                          |
| Ed Oliveira        | Lopes                          |
| Cristiano Gualda   | Flávio                         |
| Adriana Prado      | Virginia Monteiro Carvalho     |
| Pâmela Tomé        | Alina Machado de Souza         |
| Bruno Montaleone   | Glauco                         |
| Gisela Reimann     | Lúcia Ramos                    |
| Lívian Aragão      | Júlia Porto                    |
| Gilberto Hernandez | Dante                          |
| Francisco Vitti    | Filipe Tinoco                  |
| Marcelo Aquino     | João                           |
| Eli Ferreira       | Carmem Gomes                   |
| Hugo Moura         | Rafael                         |
| Dayse Pozato       | Marlene                        |
| Lucas Simões       | Leonardo (Leo)                 |
| Isaías Barbosa     | Zeca                           |
| Marcelo Gonçalves  | Reinaldo (pai de Jabá)         |
| André Rosa         | Ricardo (jovem)                |
| Giulliana Succine  | Tânia (jovem)                  |
| Paola Riani        | Marília de Barros              |
| Ana Paula Lima     | Andrea                         |
| Gabriel Mandergan  | Alisson                        |
| Maurício Pitanga   | Maurício                       |
| Hugo Moura         | Rafael                         |
| Victor Sparapane   | Jonathan                       |
| Paulo Hebrom       | Bernardo Barbosa               |
| Wilson Rabello     | Seu Oswaldo                    |
| Zé Júnior          | Ortega                         |
| Tande              | ele mesmo                      |
| Shelda Bedê        | ela mesma                      |
| Emanuel Rego       | ele mesmo                      |
| Fabi Oliveira      | ela mesma                      |

## Trilha sonora

### Malhação - Pro Dia Nascer Feliz
Malhação - Pro Dia Nascer Feliz, comumente chamado de Malhação - Pro Dia Nascer Feliz Vol. I, é o primeiro álbum da trilha sonora da 24.ª temporada de Malhação, lançado pela Som Livre em 19 de agosto de 2016.

#### Lista de faixas
| N.º | Título                    | Compositor(es)                                                      | Artista(s)                                         | Duração |  |
| 1.  | "Pro Dia Nascer Feliz"    | Cazuza Roberto Frejat                                               | Titãs                                              | 4:09    |  |
| 2.  | "Gordelícia"              | Caio Cunha Canisso Digão Marquim                                    | Raimundos                                          | 3:45    |  |
| 3.  | "Unbreakable"             | Gabrielle Musicaro                                                  | Gabrielle Musicaro                                 | 3:51    |  |
| 4.  | "Vai Dar Ruim"            | Breder Mike                                                         | Dream Team do Passinho                             | 2:27    |  |
| 5.  | "Cake by the Ocean"       | Joseph Jonas Justin Tranter Mattias Larsson Robin Fredriksson       | DNCE                                               | 3:39    |  |
| 6.  | "Can't Stop the Feeling!" | Justin Timberlake Max Martin Shellback                              | Justin Timberlake                                  | 3:56    |  |
| 7.  | "Cool for the Summer"     | Demi Lovato Savan Kotecha Martin Alexander Erik Kronlund Ali Payami | Laura Schadeck                                     | 3:34    |  |
| 8.  | "Segue o Baile"           | Danilo Cutrim Vitor Isensee Pedro Lobo Nicolas Fassano              | BRAZA                                              | 2:31    |  |
| 9.  | "Ela Só Quer Paz"         | Projota                                                             | Projota                                            | 2:55    |  |
| 10. | "Feliz e Ponto"           | Lúcio Silva Lucas Souza                                             | Silva                                              | 2:36    |  |
| 11. | "Que Sorte a Nossa"       | Paula Mattos Fernando Paloni Luiz Paloni                            | Matheus & Kauan                                    | 3:05    |  |
| 12. | "Sentimento Louco"        | Marília Mendonça Juliano Tchula Elcio Di Carvalho                   | Marília Mendonça                                   | 2:49    |  |
| 13. | "Por Quê?"                | Dorgival Dantas                                                     | Luan Forró Estilizado com part. de Dorgival Dantas | 3:23    |  |
| 14. | "Porta-voz da Alegria"    | André Renato Luiz Cláudio Picolé                                    | Diogo Nogueira                                     | 3:24    |  |

### Malhação - Pro Dia Nascer Feliz Vol. II
Malhação - Pro Dia Nascer Feliz Vol. II é o segundo álbum da trilha sonora da 24.ª temporada de Malhação, lançado pela Som Livre em 10 de fevereiro de 2017.

#### Lista de faixas
| N.º | Título                                           | Compositor(es)                                                                                 | Artista(s)                         | Duração |  |
| 1.  | "Fulô de Mandacaru"                              | Jorge Filho                                                                                    | Collo de Menina                    | 3:15    |  |
| 2.  | "Xote da Alegria"                                | Tato                                                                                           | Caviar com Rapadura                | 3:59    |  |
| 3.  | "Medo Bobo"                                      | Juliano Tchula Maraisa Vinicius Poeta Junior Pepato Benicio Neto                               | Maiara & Maraisa                   | 2:46    |  |
| 4.  | "Dancing in the Moonlight"                       | Sherman Kelly                                                                                  | Toploader                          | 3:48    |  |
| 5.  | "Fiu Fiu"                                        | Gabriel Moura Leandro Fab Pretinho da Serrinha                                                 | Paula Lima                         | 2:42    |  |
| 6.  | "Não Roba Minha Brisa"                           | DashDH MC Guime                                                                                | MC Guimê                           | 3:04    |  |
| 7.  | "Echoes of Love"                                 | Rune Westberg Danelle Leverett Jason Reeves Jesse Huerta Uecke Joy Huerta Uecke                | Jesse & Joy                        | 3:31    |  |
| 8.  | "Agora Eu Quero Ir"                              | Ana Clara Caetano Tiago Iorc                                                                   | Anavitória xom part. de Tiago Iorc | 3:13    |  |
| 9.  | "Stitches"                                       | Danny Parker Teddy Geiger Daniel Kyriakides                                                    | Shawn Mendes                       | 3:26    |  |
| 10. | "Holiday" (DJ Antoine vs Mad Mark 2K15 Club Mix) | DJ Antoine Akon Fabio Antoniali Jaicko Lawrence Jenson Vaughan                                 | DJ Antoine com part. de Akon       | 5:20    |  |
| 11. | "Mad World"                                      | Robbert van de Corput Jaap Reesema Andrew Harr Jermaine Jackson Joren van der Voort Klaas Pels | Hardwell com part. de Jake Reese   | 4:26    |  |

Notas
- Estas canções não foram incluídas na trilha sonora da 24.ª temporada de Malhação, mas, de acordo com a página oficial da temporada no site Memória Globo, elas são tocadas na trama:
- "I'm Gonna Leave You", Claudio Costa[37][38]
- "Reach Up" (Vin Remix), Mo Tune & Wol'F

## Reclassificação
Dois meses após o término da exibição original, o Ministério da Justiça reclassificou a obra como "inadequada para menores de 12 anos" por conter cenas de violência, assassinato, insinuação sexual e nudez velada.

### Audiência
A média de audiência estipulada para a temporada foi de 17 pontos, a mesma que da temporada anterior. A trama registrou boa audiência em sua estreia, alcançando 21,3 pontos de média, melhor índice desde a 16.ª temporada. A estreia da temporada também repercutiu satisfatoriamente nas redes sociais, sendo um dos assuntos mais comentados no mundo. No segundo capítulo, a audiência subiu três pontos, alcançando 24 de média. No dia 3 de outubro de 2016 atingiu 19,7 pontos.
Em 12 de janeiro de 2017, a trama bate sua melhor audiência desde o segundo capítulo (resultado acima). A trama obteve 21,6 (22) pontos, excelente audiência, ficando neste dia, 5 pontos acima da meta. No dia 27 de abril de 2017, a trama bate seu melhor resultado desde o segundo capítulo (resultado acima). Foram alcançados 23 pontos (22,5), índice repetido no capítulo seguinte (23,3) e no seu antepenúltimo capítulo (22,9). A trama obteve no último capítulo, 21 pontos, 4,8 pontos a menos que a temporada anterior.
Teve média geral de 18,60 pontos, representando um aumento de 2 pontos em relação à temporada anterior e o melhor resultado em seis temporadas, desde 2010.